# Juri Moschkin
Juri Moschkin (russisch Юрий Мошкин; * 1931 in der Oblast Nischni Nowgorod) ist ein ehemaliger sowjetischer Wintersportler, der im Skispringen sowie in der Nordischen Kombination erfolgreich war.

## Werdegang
Moschkin feierte sein internationales Debüt bei der Nordischen Skiweltmeisterschaft 1954 in Falun. Im Einzel von der Normalschanze erreichte er mit Sprüngen auf 70 und 72,5 Metern den 25. Platz.
Bei den Olympischen Winterspielen 1956 in Cortina d’Ampezzo startete er in beiden Disziplinen und war damit der erste sowjetische Kombinierer bei Olympischen Spielen überhaupt. Im Springen von der Normalschanze landete er auf dem 34. Platz. Im Einzel der Nordischen Kombination gewann er das Springen, konnte aber nach einem schwachen Skilanglauf nur Rang 13 erreichen.
Bei der Vierschanzentournee 1956/57 ließ er das Springen in Oberstdorf aus und startete nur in drei von vier Springen. Im ersten Springen auf der Bergiselschanze in Innsbruck landete er nur abgeschlagen auf dem 46. Platz, bevor er beim Neujahrsspringen in Garmisch-Partenkirchen mit dem 16. Platz erstmals in die Top 20 sprang. Nachdem er auch in Bischofshofen mit Platz 12 deutlich in den Top 20 landete, beendete er die Tournee mit 555,8 Punkten auf Platz 31 der Gesamtwertung.

## Erfolge

### Vierschanzentournee-Platzierungen
| Saison  | Platz | Punkte |
| ------- | ----- | ------ |
| 1956/57 | 31.   | 555,8  |